# Сан-Вітторе (Граубюнден)
Сан-Вітторе (італ. San Vittore) — громада  в Швейцарії в кантоні Граубюнден, регіон Моеза.

## Географія
Громада розташована на відстані близько 150 км на південний схід від Берна, 80 км на південний захід від Кура.
Сан-Вітторе має площу 22,1 км², з яких на 3,8% дозволяється будівництво (житлове та будівництво доріг), 15,9% використовуються в сільськогосподарських цілях, 67,3% зайнято лісами, 13% не є продуктивними (річки, льодовики або гори).

## Демографія
2019 року в громаді мешкало 841 особа (+17,8% порівняно з 2010 роком), іноземців було 23,9%. Густота населення становила 38 осіб/км².
За віковим діапазоном населення розподілялося таким чином: 13,4% — особи молодші 20 років, 67,4% — особи у віці 20—64 років, 19,1% — особи у віці 65 років та старші. Було 390 помешкань (у середньому 2,1 особи в помешканні).
Із загальної кількості 523 працюючих 24 було зайнятих в первинному секторі, 360 — в обробній промисловості, 139 — в галузі послуг.